# 케디브
케디브(Khedive, 오스만 튀르크어: خدیو 흐디브, 아랍어: خديوي 쿠다이위[*])는 오스만 제국의 술탄과 대와지르에게 쓰이던 고전 페르시아어 유래의 경칭이자 직책으로, 1805년부터 1914년까지 이집트 총독에게 사용된 것으로도 유명하다.

## 같이 보기
- 이집트 케디브국
- 파샤
- 왈리 (칭호)